# Isabel Maria d'Este

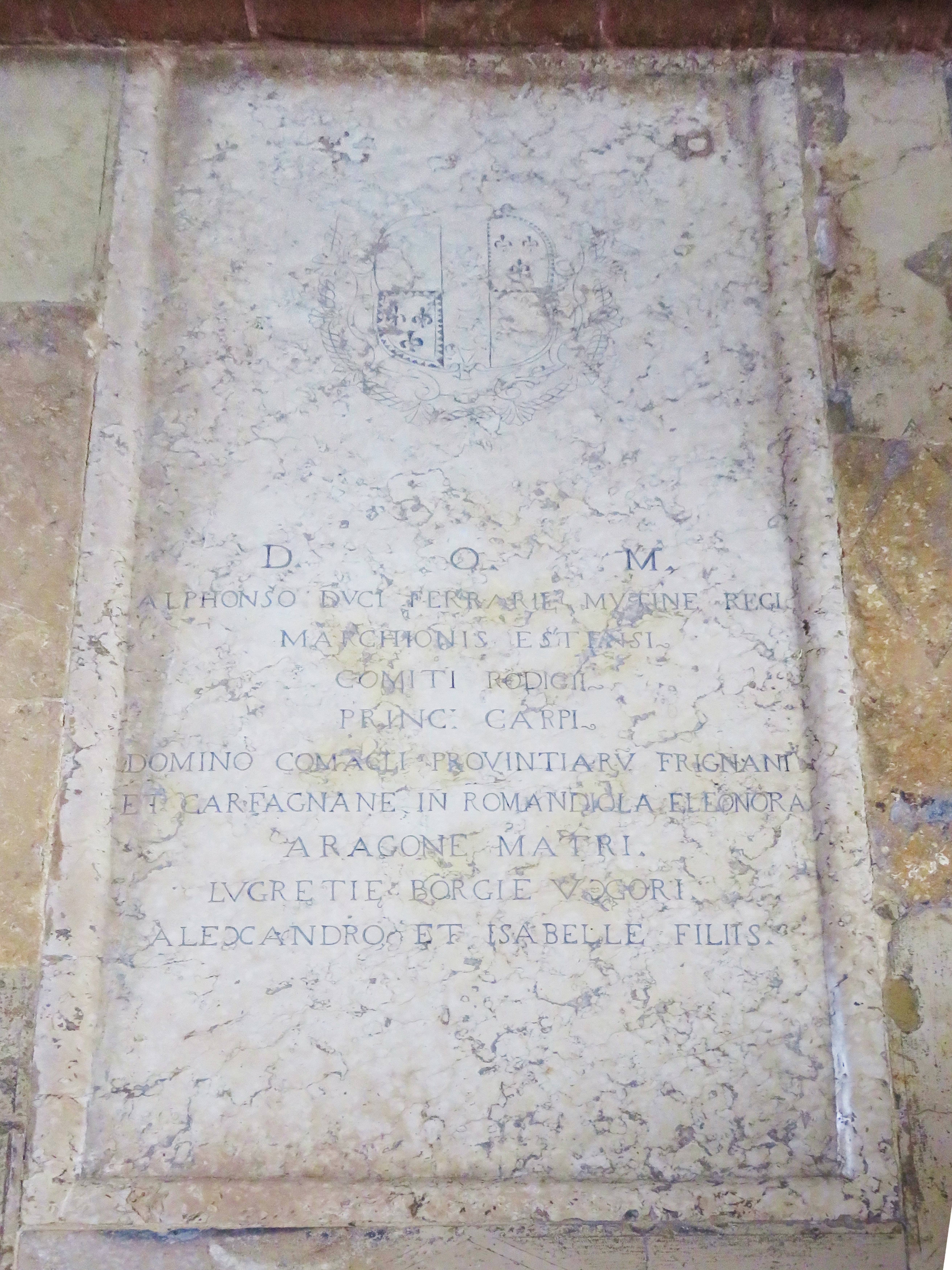
Tomba d'Alfons I d'Este, Lucrècia Borja i algun dels seus fills a Ferrara.

Isabel Maria d'Este (Ferrara, Ducat de Ferrara 1519 - íd. 1521) fou una membre de la Casa d'Este.

## Orígens familiars
Va néixer el 3 de juliol de 1515 a la ciutat de Ferrara sent filla del duc Alfons I d'Este i la seva segona esposa, Lucrècia Borja. Fou neta per línia paterna d'Hèrcules I d'Este i Elionor de Nàpols; i per línia materna de Roderic de Borja, futur papa Alexandre VI, i la seva amistançada Vannozza Cattanei. Fou germà, entre d'altres, del duc Hèrcules II d'Este, Elionor d'Este, Alfons d'Este i Hipòlit d'Este.

## Vida curta
Durant l'embaràs la seva mare Lucrècia Borja estigué greument malalta, i en donar llum aquesta morí el 24 de juny del mateix any. Isabel Maria va sobreviure Lucrècia dos anys més i fou enterrada al costat d'aquesta al Convent de Corpus Christi de Ferrara.